# Збройні сили Ліберії
Збройні сили Ліберії (англ. Armed Forces of Liberia) — сукупність військ Республіки Ліберія, призначена для захисту свободи, незалежності і територіальної цілісності держави. Складаються з сухопутних військ, берегової охорони та повітряного крила. 

## Історія
Беруть свій початок від ополчення, яке було сформоване першими чорношкірими колоністами на території, яка тепер відома як Ліберія. Вони були засновані як Прикордонні Сили Ліберії у 1908 році та перейменовані у 1956 році. Протягом практично всієї своєї історії ЗСЛ отримували значну матеріальну та практичну допомогу від Сполучених Штатів Америки. Більшу частину періоду 1941–89 років вишколом переважно займались військові радники з США, але не дивлячись на це радники не змогли запобігти такому ж, в основному низькому, рівню ефективності, як і в інших збройних силах країн, що розвиваються.

## Склад збройних сил

### Повітряне крило

Розпізнавальний знак
Знак на кіль